# Pizzo Pianca
Pizzo Pianca är en bergstopp i Schweiz.   Den ligger i distriktet Blenio och kantonen Ticino, i den sydöstra delen av landet, 120 km öster om huvudstaden Bern. Toppen på Pizzo Pianca är 2 377 meter över havet, eller 227 meter över den omgivande terrängen. Bredden vid basen är 0,72 km.
Terrängen runt Pizzo Pianca är huvudsakligen bergig, men åt nordost är den kuperad. Närmaste större samhälle är Disentis, 16,4 km nordväst om Pizzo Pianca. 
Trakten runt Pizzo Pianca består i huvudsak av gräsmarker. Runt Pizzo Pianca är det mycket glesbefolkat, med 5 invånare per kvadratkilometer.